# Loi de Dittmar
La loi de Dittmar (ou principe de Marcet) fut établie par William Dittmar en 1884, après des analyses chimiques sur 77 échantillons d'eau de mer prélevés à travers le monde au cours de l'expédition du Challenger.

## Description
L'une des grandes particularités de l'eau de mer est que les proportions relatives de ses constituants majeurs (dont la concentration dépasse 1 mg/l) sont sensiblement constantes sur l'ensemble des mers et des océans ; cette propriété a été établie par William Dittmar. Par exemple, le rapport Ca/K (calcium sur potassium) est globalement constant quelle que soit l'origine de l'eau de mer échantillonnée.
La loi de Dittmar permet ainsi de déterminer la salinité de l'eau de mer par une seule mesure de la concentration d'un de ses constituants (par exemple, les ions chlorure, Cl−) ou d'une des propriétés physiques de l'eau de mer à une température donnée (comme la densité relative, l'indice de réfraction ou la conductivité).